# MTAB IORE
Die IORE sind Elektrolokomotiven der schwedischen Erzbahnverkehrsgesellschaft LKAB Malmtrafik AB, die für den Transport von schweren Eisenerzzügen auf der Bahnstrecke Luleå–Narvik von den Minen bei Kiruna und Gällivare/Malmberget zu den Häfen von Narvik in Norwegen und Luleå in Schweden eingesetzt werden. Der Name leitet sich von der englischen Bezeichnung iron ore für Eisenerz ab.
Diese Doppellokomotiven können 8600 Tonnen schwere Züge mit einer Nutzlast von 6880 Tonnen befördern. Die Lokomotiven weisen eine Leistung von 2 × 5400 kW auf. Mit einer Zugkraft von 2 × 700 kN gehören sie zu den leistungsfähigsten elektrischen Lokomotiven der Welt. Die erste Doppellokomotive wurde im Jahr 2000 in Dienst gestellt.

## Geschichte
1994 wurden von MTAB, einer Tochtergesellschaft des Bergwerkbetreibers LKAB, neun Lokomotivpaare bestellt. Sie wurden von ADtranz in Oerlikon (Schweiz) entwickelt und in Kassel gebaut. Die ab 2000 ausgelieferten Lokomotiven gehören zu der Lokomotivfamilie Octeon und wurden später zeitweise von Bombardier als Traxx H 80 AC bezeichnet. Sie sind bei Ausfall von drei der zwölf Fahrmotoren noch in der Lage, die Fahrpläne einzuhalten, die eine Höchstgeschwindigkeit von 60 km/h für beladene und 70 km/h für leere Züge vorsehen.
Ursprünglich war geplant, alle Lokomotiven mit 30 t Achslast abzuliefern und mit den neuen Erzwagen aus Südafrika einzusetzen. Diese Wagen erfüllten die Erwartungen von MTAB nicht, da sie einerseits den klimatischen Bedingungen nicht gewachsen waren und anderseits die Trichter für die nach der Auftragserteilung geänderten Eisenerzpellets ein zu kleines Fassungsvermögen hatten. Somit wurden die weiteren Lokomotiven vorerst mit 25 t Achslast und Kupplungen für den Verkehr mit den alten vorhandenen Wagen beschafft und erst später mit Ballast für 30 t Achslast versehen. Die neun neuen Lokomotiven hätten die alten Dm3-Lokomotiven ersetzen sollen, sodass diese ausgemustert worden wären. Dies war jedoch nicht möglich, weil der Ausstoß der Mine aufgrund der großen Stahlnachfrage auf dem Weltmarkt massiv gesteigert wurde und die alten Lokomotiven daher im Einsatz bleiben mussten.
Im August 2007 hatte die MTAB vier weitere Lokpaare bei Bombardier Transportation bestellt, die 2010 ausgeliefert wurden. Diese Lokomotiven wurden im Hinblick auf den Ausbau der Strecke nach Narvik mit 30 t Achslast und die endgültige Ablösung der Dm3-Lokomotiven bestellt und werden zusammen mit auf dem schwedischen Markt beschafften neuen Wagen eingesetzt. Die steigende Produktion der Eisenerzgrube verlangte nach weiteren Loks, so dass 2011 nochmals vier Lokpaare bestellt wurden, die von 2012 bis 2014 ausgeliefert wurden.
Wegen ihrer hohen Masse liefen die Lokomotiven beim Transport aus dem Bombardier-Werk in Kassel auf Hilfsdrehgestellen, während die eigentlichen Drehgestelle getrennt auf Schwerlastwagen transportiert wurden. Teile, die über das G1-Lichtraumprofil hinausragen, und der Ballast wurden erst in Schweden eingebaut.
Die Dm3-Lokomotiven sollen nach der Auslieferung der letzten IORE-Serie nur noch vor den Olivin-Zügen eingesetzt werden. Dieses Gestein wird von Narvik nach Kiruna transportiert und für die Herstellung der Pellets benötigt.

## LKAB IORE
2012 wurden die Tochtergesellschaften von LKAB umbenannt. MTAB Malmtrafik i Kiruna AB erhielt die neue Bezeichnung LKAB Malmtrafik AB, unter der die Lokomotiven seither geführt werden.

## Technik
Die Lokomotiven gelten mit 1400 kN (2 × 700 kN) Zugkraft als die leistungsfähigsten Elektrolokomotiven der Welt. Die Doppellokomotiven bestehen aus zwei identischen Hälften, die im Gegensatz zur Vorgängerbaureihe Dm3 außerhalb einer Werkstatt getrennt werden können. Sie sind daher einzeln einsetzbar, was in der Praxis nur selten vorkommt.

### Lokomotivkasten
Die 18 mm starken Seitenwände bilden zusammen mit den 25 mm starken Stirnwänden eine steife Schweißkonstruktion, die zusätzlich durch gegossene Stoßbalken und Querträger im Bereich der Sekundärfedern über den Drehgestellen und beim Transformator versteift wird.
Die schwere Stahlkonstruktion ermöglicht der Lokomotive, große Zugkräfte auszuüben und macht sie genügend robust, um hohen Belastungen standzuhalten, wie sie bei Fahrten in Schneeverwehungen oder bei Kollisionen mit bis zu 400 kg schweren Elchen auftreten. Die Reibungslast wird zusätzlich durch Ballast erhöht, der in Form von Stahlplatten über den Drehgestellen angeordnet ist. Neben den 30 t im Lokkasten sind zwei weitere je 3 t schwere Ballastteile im Untergestell vor und hinter dem Transformator angeordnet, sodass dieser zusätzlich bei Kollisionen mechanisch geschützt ist.

### Kupplungen

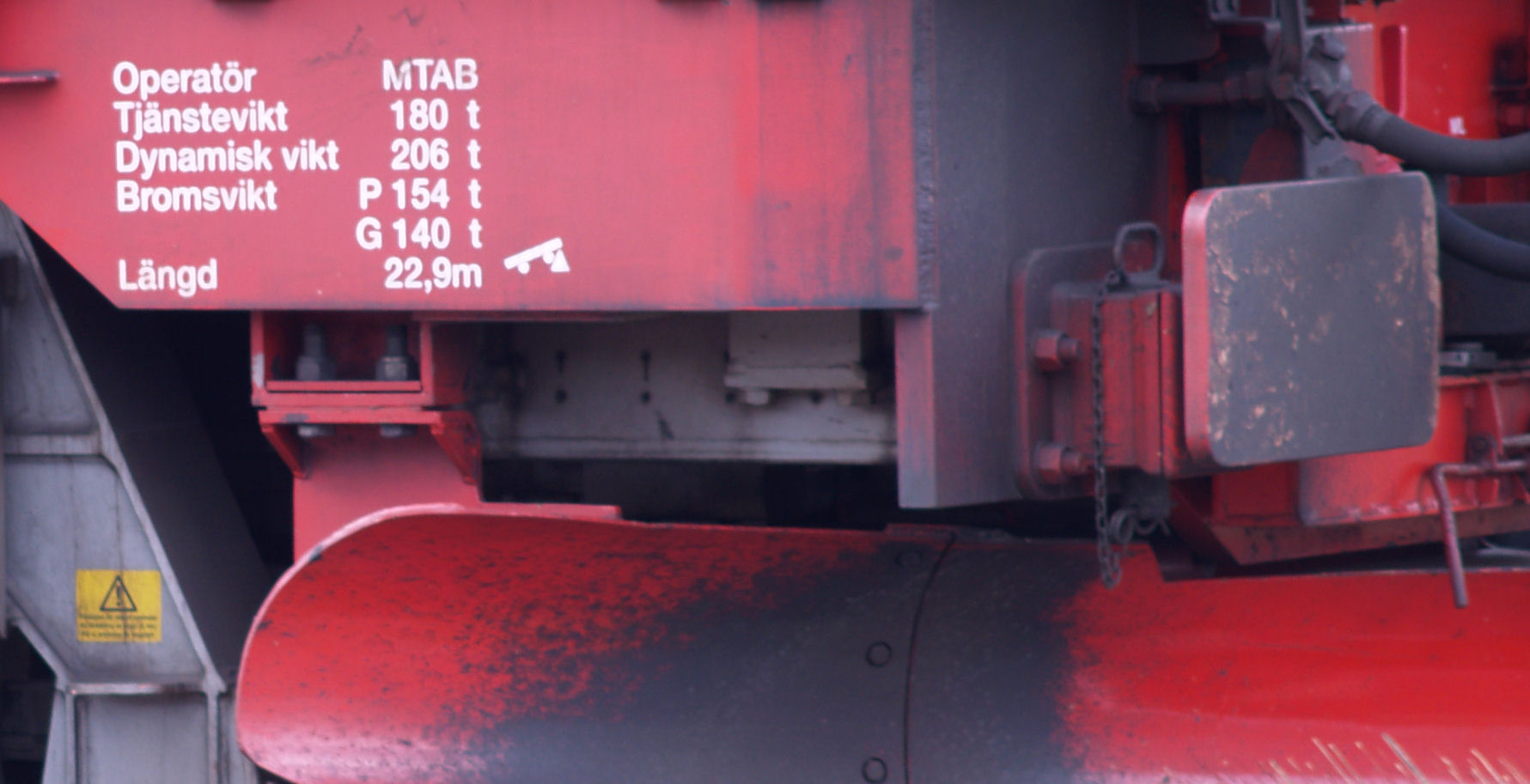
Ein Hilfspuffer der IORE

Die Lokomotiven sind mit SA3-Mittelpufferkupplungen in europäischer Höhe ausgerüstet, wie sie auch bei den übrigen Fahrzeugen der Erzbahn verwendet werden. Die ersten Lokomotiven waren wie die ersten Wagen für 30 t Achslast mit amerikanischen AAR-Kupplungen Typ F in ebenfalls europäischer Höhe ausgerüstet. Die Lokomotiven mit 25 t Achslast waren von Beginn an mit SA3-Kupplungen ausgerüstet, welche auf den anderen Lokomotiven nachgerüstet wurden. Es wurden zuerst die Kupplungen an den Frontseiten, danach zwischen den beiden Lokhälften ersetzt.
An den Frontseiten befinden sich zudem ausziehbare, ungefederte Hilfspuffer, die es erlauben, Züge mit Schraubenkupplung zu bespannen, wozu auf jeder Lokomotive eine Gemischtkupplung mitgeführt wird.

### Antrieb und Drehgestelle
Die Lokomotiven verfügen über wassergekühlte GTO-Stromrichter, die die in Spannung und Frequenz variable Dreiphasenwechselspannung für die sechs Fahrmotoren in Tatzlageranordnung in den dreiachsigen Drehgestellen erzeugen. Die Bauart der Drehgestelle ist ähnlich der Blue Tiger-Diesellokomotive. Vor der ersten Achse im Drehgestell sitzt ein starker Stahlbalken, der im Falle einer Entgleisung verhindern soll, dass die Lok zur Seite kippt. Für einen zwangfreien Bogenlauf ist die mittlere Achse der Drehgestelle 25 mm seitlich verschiebbar gelagert.
Als Zugbeeinflussung dient das Automatic Train Control, welches in Schweden und in Norwegen verwendet wird. In den Führerständen sind GSM-R-Sprechfunkgeräte eingebaut.

### Einrichtung
Aufgrund der einsamen Lage der Strecke und der extremen Witterung sind die Lokomotiven mit Spezialisolierung sowie Notheizung und -beleuchtung ausgestattet. Im Führerraum der Lok finden sich außerdem eine Kochplatte, ein Kühlschrank und ein Autoradio mit CD-Player. Im Maschinenraum steht dem Lokführer eine Toilette zur Verfügung.

## Einsatz

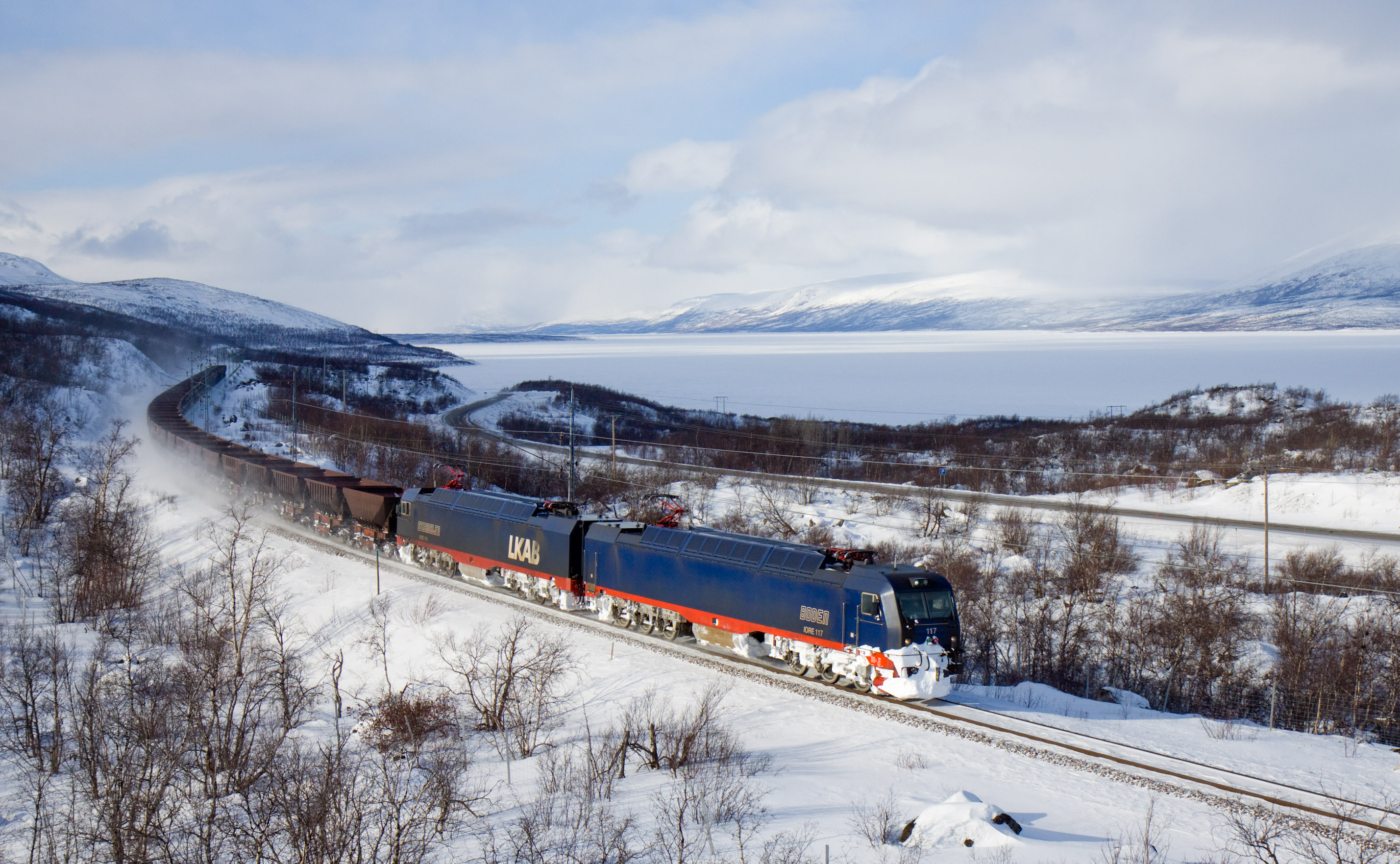
MTAB IORE mit leerem Erzzug beim Torneträsk (See im Hintergrund), zwischen Abisko und Kiruna

Auf der Strecke nach Luleå kommen Lokomotiven mit 30 t Achslast und neuen Erzwagen zum Einsatz, auf der Strecke nach Narvik verkehrten zunächst nur die Maschinen mit 25 t Achslast und alten Erzwagen. Mit dem Ausbau der Strecke wurden alle Lokomotiven auf 30 t Achslast umgebaut.

### Namen
Alle 34 Lokhälften tragen Namen nach Orten entlang der von den Eisenerzzügen befahrenen Strecke. Anfänglich wurden immer Lokomotiven mit aufeinanderfolgenden Nummern gekuppelt. Bedingt durch Reparaturen einzelner Hälften oder Aufrüstungen fahren sie inzwischen zumeist willkürlich zusammengesetzt.
| Nummer | Name          | Nummer | Name       |
| ------ | ------------- | ------ | ---------- |
| 101    | Polcirkeln    | 102    | Malmberget |
| 103    | Luleå         | 104    | Gällivare  |
| 105    | Narvik        | 106    | Kiruna     |
| 107    | Svappavaara   | 108    | Torneträsk |
| 109    | Abisko        | 110    | Björkliden |
| 111    | Katterat      | 112    | Vassijaure |
| 113    | Bergfors      | 114    | Rautas     |
| 115    | Stenbacken    | 116    | Stordalen  |
| 117    | Boden         | 118    | Murjek     |
| 119    | Koskullskulle | 120    | Kaisepakte |
| 121    | Rombak        | 122    | Råtsi      |
| 123    | Riksgränsen   | 124    | Kaitum     |
| 125    | Sjisjka       | 126    | Sandskär   |
| 127    | Bjørnfjell    | 128    | Krokvik    |
| 129    | Nattavaara    | 130    | Mertainen  |
| 131    | Straumsnes    | 132    | Rensjön    |
| 133    | Kopparåsen    | 134    | Notviken   |